# Ilham Tohti
Ilham Tohti (uighuriska: ئىلھام توختى,  Ilⱨam Tohti, förenklad kinesiska: 伊力哈木•土赫提, pinyin: Yīlìāmù·Tǔhètí, född 25 oktober 1969 i Artux i den autonoma prefekturen Kizilsu i den autonoma regionen Xinjiang i Folkrepubliken Kina) är en uigurisk agronom, ekonom och akademiker.
I sitt arbete för mänskliga rättigheter och för förståelse mellan minoritetsgruppen uigurer och majoritetsgruppen hankineser, har Ilham Tohti blivit känd som kritiker av den kinesiska regeringen.
År 2016 mottog han Martin Ennals-priset.
I augusti 2019 nominerades Ilham Tohti till Václav Havels mänskliga rättighetspris i samarbete med Tadzjikistans mänskliga rättighetsadvokat Buzurgmehr Yorov och Youth Initiative for Human Rights Initiative.